# Сороченко Олег Сергійович
Оле́г Сергі́йович Сороченко (24 жовтня 1993, Луганськ, Україна — 25 серпня 2014, Красна Талівка, Станично-Луганський район, Луганська область, Україна) — український військовик, молодший сержант, Державна прикордонна служба України, Луганський прикордонний загін.

## Життєпис
Народився 1993 року в місті Луганськ. Мама Ірина Миколаївна Сороченко закінчила луганське медичне училище; здобула професію медсестри. Ще у молодому віці від серцевого нараду помер батько Олега. Згодом вітчимом став колишній афганець-спецназівець, прапорщик Харківський Микола Прокопович. Олег поступив у військовий ліцей. Після закінчення навчання вирішив поступити на контрактну службу до прикордонників.
Молодший інспектор прикордонної служби відділення інспекторів відділу «Красна Талівка» прикордонного загону Східного регіонального управління Державної прикордонної служби України. Після початку бойових дій привів майбутню невістку Юлію Циганкову до батьків — аби захистили. Після зростання напруженості родина перебралася в Дніпродзержинськ.
Загинув в бойовому зіткненні у Красній Талівці — прикордонники зупинили диверсійно-розвідувальну групу, котра порушила кордон з території Росії. Бій тривав 2,5 години, терористів підтримували вогнем з Російської Федерації — міномети, 2 БТР та 2 БМП. Також українських прикордонників обстрілювали некерованими реактивними снарядами 2 бойові вертольоти Мі-24 Збройних сил РФ. У бою загинули 4 прикордонники, 3-х поранено, однак прорив через кордон не відбувся, диверсанти ж вивезли своїх поранених та вбитих під прикриттям вогню російських БТРів та вертольотів до Росії.
Похований в Міловському районі; село Калмиківка.
Без Олега лишились батьки та донька — в березні 2015 року народилася Альбіна Сороченко.

## Нагороди та вшанування
- 8 вересня 2014 року — за особисту мужність і героїзм, виявлені у захисті державного суверенітету та територіальної цілісності України, вірність військовій присязі під час російсько-української війни, відзначений — нагороджений орденом «За мужність» III ступеня (посмертно).
- Його портрет розміщений на меморіалі «Стіна пам'яті полеглих за Україну» у Києві: секція 3, ряд 1, місце 24
- Вшановується 25 серпня на щоденному ранковому церемоніалі вшанування українських захисників, які загинули цього дня у різні роки внаслідок російської збройної агресії[1]